# 藤本忠正

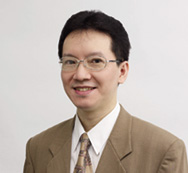
藤本 忠正

藤本 忠正（ふじもと ただまさ、1967年 - ）は、東京都中野区生まれの勉強法ならびに学習法の研究者、記憶術師。
記憶力に長けているため、独自に開発した記憶術を使って、小学5年生から高校卒業までの間に、学年一位や模擬試験全国一位などの好成績を修める。2006年度記憶力日本選手権大会優勝、2007年度同大会準優勝など大会においても好成績を修めている。
ちなみに、彼の【格言】は以下の通り。
【私にとっての「記憶力」とは、おのれ「己」なりのことば「言」で、意味「意」のある事柄にしてこころ「心」に刻み込んで覚え、人生の「力」となることである。これは「記憶力」という三文字を分解すると、「言」＋「己」、「心」＋「意」、「力」になるからだ】。

## 特技
- 一分以内で一組のトランプの丸暗記を始め、一時間で15組のトランプ記憶、一万年分のカレンダーの丸暗記、20秒で15枚の名刺記憶、一秒で15ケタの数字記憶、10秒で30ケタの数字記憶、25秒で50ケタの数字記憶、5分で300ケタ以上の数字記憶、単語や文章の丸暗記など、分野問わずの記憶術が特徴。

## テレビ出演履歴
- 2007年5月15日　フジテレビ系「FNNスーパーニュース・スーパー特報」
- 2007年7月17日　日本テレビ系「ドリームビジョン」
- 2007年9月18日　テレビ朝日系「やぐちひとり」
- 2008年1月6日　日本テレビ系「爆笑問題のナニゲに凄〜い!超人劇場!」
- 2010年2月2日　NHK大阪「あほやねん!すきやねん!」
- 2010年4月23日　テレビ東京系 「世界を変える100人の日本人!天才遺伝子スペシャル!」
- 2011年7月3日　TBS系「アッコにおまかせ!・『人間遺産』コーナー」
- 2012年10月17日～31日　スカパー！ MONDO TV 「The MONDO Times #8 スーパー記憶術」
- 2013年5月7日　関西テレビ「世紀の神技バラエティ！奇跡のムチャぶり大作戦 ムチャレンジ！」
- 2013年5月11日　テレビ東京系「ヴァンガ道」
- 2013年6月30日　日本テレビ系「スクール革命!」

## ラジオ出演履歴
- 2009年2月4日　大竹まこと ゴールデンラジオ!（文化放送）
- 2012年9月3日　PARK IN THE SKY（J-WAVE）
- 2013年11月8日　HELLO WORLD（J-WAVE）

## 掲載雑誌
- AERA（アエラ）　2009年3月30日 増大号（朝日新聞出版）
- 夢21（健康雑誌）　2012年7月2日（わかさ出版）
- 夢21（健康雑誌）　2014年7月2日（わかさ出版）

## 掲載フリーマガジン
- R22（リクルート22）　2010年3月1日 特別号（リクルート）

## 著書
- （ベストセラー書籍）記憶力日本選手権チャンピオンが教えるスーパー記憶術 (アスペクト、2008年4月発行、ISBN 9784757214897）
- （ベストセラー書籍）図解　スーパー［実用］記憶術 (アスペクト、2008年11月発行、ISBN 9784757215948）
- （文庫本）記憶力日本選手権チャンピオンが教えるスーパー記憶術 (アスペクト、2011年3月発行、ISBN 9784757218826）

## 著者の公式ブログ
- https://ameblo.jp/brainoh

## 著者オフィシャルホームページ
- （インターネットアーカイブ）